# Hyposmocoma praefracta
Hyposmocoma praefracta là một loài bướm đêm thuộc họ Cosmopterigidae. Nó là loài đặc hữu của Kauai. Loài địa phương ở Kumuwela.